# ميليسا ماير
ميليسا ماير (بالإنجليزية: Melissa Meyer)‏ هي رسامة أمريكية، ولدت في 4 مايو 1946.